# العلاقات الأوكرانية البولندية
عادت العلاقات الأوكرانية البولندية بصفتها علاقات دولية لطبيعتها بعد فترة قصيرة من نيل أوكرانيا استقلالها عن الاتحاد السوفيتي في بدايات العقد الأخير من القرن الماضي. استمرت العلاقات بينهما بين تحسن وتدهور منذ ذلك الحين، وظهرت خلافات مختلفة من تاريخهما المشترك بين الفينة والأخرى في علاقاتهما، ولكنها لم تؤثر بشكل كبير على علاقاتهما الثنائية.
تُعد أوكرانيا وبولندا على التوالي ثاني وثالث أكبر الدول السلافية بعد روسيا. يشترك البلدان بخط حدودي يبلغ طوله حوالي 529 كم. سبب قبول بولندا لاتفاقية شينجن مشاكلًا مع حركة المرور عبر الحدود الأوكرانية. دخلت اتفاقية حول حركة المرور الحدودية المحلية بين البلدين حيز التنفيذ في 1 يوليو عام 2009، ومكنت المواطنين الأوكرانيين الذين يعيشون في المناطق الحدودية من عبور الحدود البولندية وفقًا لإجراءات تحررية.
تُعد أوكرانيا البلد الذي يضم أكبر عدد من القنصليات البولندية.

## تاريخ العلاقات
يمكن تتبع العلاقات الأوكرانية البولندية إلى القرنين السادس عشر والسابع عشر في الكومنولث البولندي الليتواني، والعلاقات التي غلبت عليها الاضطرابات بين تلك الدولة وطبقة النبلاء المتأثرين بالحضارة البولندية في الغالب (زلاتشتا) والقوزاق، وحتى في القرنين الثالث عشر والرابع عشر عندما حافظت مملكة بولندا والمملكة الروثينية على علاقات وثيقة. ما تزال العلاقات الحالية مضطربة إلى حد ما.
تجسدت المرحلة التالية بالعلاقات في السنوات 1918-1920 (في أعقاب الحرب العالمية الأولى) التي شهدت الحرب الأوكرانية البولندية والتحالف الأوكراني البولندي. كانت فترة ما بين الحربين ستشهد استقلال بولندا في النهاية، وذلك في الوقت الذي لم يملك به الأوكرانيين دولة خاصة بهم بسبب انقسامها بين بولندا والاتحاد السوفيتي. أدى ذلك إلى تدهور العلاقات الأوكرانية البولندية، فأدى ذلك إلى اندلاع التوترات العرقية أثناء وبعد الحرب العالمية الثانية مباشرة (كانت مذابح البولنديين في فولينيا وعملية فيستولا هما الأكثر شهرة).
تركت هذه التوترات العلاقات الأوكرانية البولندية في منتصف القرن العشرين في حالة سيئة نسبيًا، ولم يكن هناك سوى القليل من الدبلوماسية الهادفة والمستقلة واتصال بين جمهورية بولندا الشعبية (بولندا) وجمهورية أوكرانيا الاشتراكية السوفيتية (أوكرانيا). تغير الوضع بشكل كبير مع سقوط الشيوعية عندما أصبحت بولندا وأوكرانيا دولتان مستقلتان تمامًا، وتمكنا من اتخاذ قرار بشأن السياسات الخارجية الخاصة بهما من جديد.

### العصر الحديث
وافقت بولندا وأوكرانيا في 13 أكتوبر عام 1990 على «الإعلان بشأن الأسس والتوجهات العامة في تحسين العلاقات البولندية الأوكرانية». نصت المادة الثالثة من هذا الإعلان على عدم توجيه البلدين أي ادعاءات إقليمية ضد الآخر في ذلك الوقت أو في المستقبل. وعد البلدان باحترام حقوق الأقليات القومية على أراضيهما وتحسين وضع الأقليات في بلدانهم.
أصبح دعم السيادة الأوكرانية مكونًا مهمًا في السياسة الخارجية البولندية. دعمت بولندا بقوة القرار السلمي والديمقراطي للثورة البرتقالية لعام 2004 في أوكرانيا، ودعمت التعاون بين أوكرانيا والناتو (مثل اللواء الليتواني والبولندي والأوكراني)، وذلك بالإضافة إلى جهود أوكرانيا للانضمام إلى الاتحاد الأوروبي.
كانت بولندا من أشد المؤيدين لأوكرانيا خلال فترة الاضطرابات التي تُعرف باسم الميدان الأوروبي وأزمة القرم 2014. نظمت الحكومة البولندية حملة من أجل أوكرانيا في الاتحاد الأوروبي، وهي حملة مؤيدة للعقوبات ضد روسيا بسبب أفعالها في أوكرانيا. أعلنت بولندا أنها لن تعترف بضم شبه جزيرة القرم من قبل روسيا. زعم وزير الخارجية البولندي السابق رادوسلاف سيكورسكي في عام 2014 أن الرئيس الروسي فلاديمير بوتين اقترح على رئيس الوزراء البولندي دونالد توسك تقسيم أوكرانيا بين بولندا وروسيا في عام 2008. ذكر سيكورسكي فيما بعد تفسير بعض الكلمات بشكل مفرط، وأن بولندا لم تشارك في عملية الضم. استقبلت بولندا عددًا كبيرًا من اللاجئين الأوكرانيين خاصة خلال هذه الفترة.
ما تزال القضايا التاريخية المتعلقة بجيش التمرد الأوكراني ومذابحهم للبولنديين في فولينيا وغاليسيا الشرقية موضوعًا متنازعًا عليه اليوم. مُرِّرت قوانين الذاكرة الأوكرانية (قوانين اجتثاث الشيوعية الأوكرانية) في عام 2015 لتكريم جيش التمرد الأوكراني والمنظمات ذات الصلة وأعضائهم في بولندا. أصدر مجلس النواب البولندي بدوره قرارًا كتبه حزب القانون والعدالة في يوليو عام 2016 بتحديد يوم 11 يوليو يومًا وطنيًا لإحياء ذكرى ضحايا الإبادة الجماعية، وأشار إلى أن أكثر من 100 ألف مواطن بولندي قد ذُبحوا خلال هجوم منسق من قبل جيش التمرد الأوكراني. 
عبر الرئيس الأوكراني بترو بوروشنكو عن أسفه لهذا القرار بحجة أنه يمكن أن يؤدي إلى «تأويلات سياسية». رد النائب الأوكراني أوليكسي موسي على ذلك بصياغة قرار يعلن يوم 24 مارس «اليوم التذكاري لضحايا الإبادة الجماعية للدولة البولندية ضد الأوكرانيين بين عامي 1919-1951». أدان مارشال مجلس الشيوخ البولندي ستانيسلاف كارزفسكي هذا الاقتراح.
تأجل عرض خاص للفيلم البولندي فولينيا في عام 2016 من قبل المعهد البولندي في كييف للنواب الأوكرانيين بسبب مخاوف من احتمالية تعطيله للنظام العام، وذلك بناءً على توصيات من وزارة الخارجية الأوكرانية.
أدت المادة 2 أ من القانون البولندي المؤسس لجمعية التذكر الوطني، الذي استمر في مناقشة «جرائم القوميين الأوكرانيين وأعضاء المنظمات الأوكرانية المتعاونة مع الرايخ الألماني الثالث»، مرة أخرى إلى انتقادات من الجانب الأوكراني في عام 2018. أُطلق على التعديل في أوكرانيا «قانون مناهضة بانديرا».

## مقارنة بين البلدين
هذه مقارنة عامة ومرجعية للدولتين:
| وجه المقارنة                                              | أوكرانيا                                   | بولندا                                                                             |
| --------------------------------------------------------- | ------------------------------------------ | ---------------------------------------------------------------------------------- |
| المساحة (كم2)                                             | 603.63 ألف                                 | 312.68 ألف                                                                         |
| عدد السكان (نسمة)                                         | 45.55 مليون                                | 38.43 مليون                                                                        |
| الكثافة السكانية (ن./كم²)                                 | 75.46                                      | 122.91                                                                             |
| العاصمة                                                   | كييف                                       | وارسو                                                                              |
| اللغة الرسمية                                             | اللغة الأوكرانية                           | اللغة البولندية                                                                    |
| العملة                                                    | هريفنا أوكرانية، كاربوفانيتس، روبل سوفييتي | زلوتي بولندي                                                                       |
| الناتج المحلي الإجمالي (بليون دولار)                      | 112.15 مليار                               | 524.51 مليار                                                                       |
| الناتج المحلي الإجمالي (تعادل القوة الشرائية) بليون دولار | 352.98 مليار                               | 1.02 تريليون                                                                       |
| الناتج المحلي الإجمالي الاسمي للفرد دولار أمريكي          | 2.11 ألف                                   | 12.55 ألف                                                                          |
| الناتج المحلي الإجمالي للفرد دولار أمريكي                 | 8.66 ألف                                   | 26.14 ألف                                                                          |
| مؤشر التنمية البشرية                                      | 0.747                                      | 0.843                                                                              |
| رمز المكالمات الدولي                                      | +380                                       | +48                                                                                |
| رمز الإنترنت                                              | .ua، .укр ‏                                 | .pl                                                                                |
| المنطقة الزمنية                                           | ت ع م+02:00، ت ع م+03:00، توقيت شرق أوروبا | توقيت وسط أوروبا، ت ع م+01:00، ت ع م+02:00، أوروبا/وارسو ‏، توقيت وسط أوروبا الصيفي |

## مدن متوأمة
في ما يلي قائمة باتفاقيات التوأمة بين مدن أوكرانية وبولندية:
- ترتبط أوستروغ مع صاندومير باتفاقية توأمة.
- ترتبط Myrhorod [الإنجليزية]‏ مع زغورجيلتس باتفاقية توأمة.
- ترتبط Novovolynsk [الإنجليزية]‏ مع بيلجوراج [الإنجليزية]‏ باتفاقية توأمة منذ 25 مايو 2003.[22][22][22]
- ترتبط كييف مع كراكوف باتفاقية توأمة منذ 17 يوليو 1989.[23][24][23][25]
- ترتبط Terebovlia [الإنجليزية]‏ مع Lubaczów [الإنجليزية]‏ باتفاقية توأمة.
- ترتبط ألتشيفسك مع دابروفا غورنيزا باتفاقية توأمة.
- ترتبط زباراج مع Głubczyce [الإنجليزية]‏ باتفاقية توأمة.
- ترتبط دنيبرودزرجينسك مع كيلسي باتفاقية توأمة.
- ترتبط تشيرنوفتسي مع كونين باتفاقية توأمة منذ 5 يونيو 1992.[26][27][28][29]
- ترتبط بيردوشيف مع سيدلس باتفاقية توأمة.
- ترتبط ميكولايف مع جيشوف باتفاقية توأمة منذ 1995.
- ترتبط كانيف مع Człuchów [الإنجليزية]‏ باتفاقية توأمة منذ 20 سبتمبر 2008.
- ترتبط بوتشاتش مع زووتوريا [الإنجليزية]‏ باتفاقية توأمة.
- ترتبط كريمنشوك مع بيدغوشتش باتفاقية توأمة منذ 2012.[30]
- ترتبط Chuhuiv [الإنجليزية]‏ مع Stary Sącz [الإنجليزية]‏ باتفاقية توأمة.
- ترتبط Rudky [الإنجليزية]‏ مع أوغوستوف باتفاقية توأمة.
- ترتبط بيريجاني مع Kluczbork [الإنجليزية]‏ باتفاقية توأمة.
- ترتبط خاركيف مع وارسو باتفاقية توأمة منذ 23 أبريل 2001.[31][31][31][31]
- ترتبط زولوتشيف مع Oława [الإنجليزية]‏ باتفاقية توأمة.
- ترتبط Korsun-Shevchenkivskyi [الإنجليزية]‏ مع Chojnice [الإنجليزية]‏ باتفاقية توأمة.
- ترتبط Khmilnyk [الإنجليزية]‏ مع Busko-Zdrój [الإنجليزية]‏ باتفاقية توأمة.
- ترتبط Novoiavorivsk [الإنجليزية]‏ مع Leżajsk [الإنجليزية]‏ باتفاقية توأمة.
- ترتبط Yaremche [الإنجليزية]‏ مع Namysłów [الإنجليزية]‏ باتفاقية توأمة.
- ترتبط تشورنومورسك مع تشَيڤ باتفاقية توأمة.
- ترتبط كوفل مع تشيلم باتفاقية توأمة منذ 20 مارس 1996.[32]
- ترتبط روفنو مع لوبلين باتفاقية توأمة منذ 19 مايو 2012.[33][33][33][33]
- ترتبط لوتسك مع جيشوف باتفاقية توأمة منذ 19 ديسمبر 1997.[34][35][36][37]
- ترتبط Iziaslav, Ukraine [الإنجليزية]‏ مع Ostrów County, Masovian Voivodeship [الإنجليزية]‏ باتفاقية توأمة منذ 8 سبتمبر 2011.[38][39][40][41]
- ترتبط أومان مع غنيزنو باتفاقية توأمة.
- ترتبط موهيليف بوديليسكي مع شورودا فيلكوبولسكا باتفاقية توأمة.
- ترتبط ليدزهين مع Koło [الإنجليزية]‏ باتفاقية توأمة.
- ترتبط كورستين مع Kłobuck [الإنجليزية]‏ باتفاقية توأمة.
- ترتبط فولوديمير-فولينسكيي مع Kętrzyn [الإنجليزية]‏ باتفاقية توأمة.
- ترتبط Sambir [الإنجليزية]‏ مع أشفنشم باتفاقية توأمة.
- ترتبط فينيتسا مع لوبلين باتفاقية توأمة منذ 1991.[42][42][42][42]
- ترتبط لفيف مع برزيميسل باتفاقية توأمة منذ 26 نوفمبر 1973.[43][44][45][46]
- ترتبط موكاجيفا مع Mielec [الإنجليزية]‏ باتفاقية توأمة.
- ترتبط بوياركا مع بولافي باتفاقية توأمة منذ 2001.
- ترتبط إيفانو-فرانكيفسك مع كشالين باتفاقية توأمة منذ 16 فبراير 2001.[47][47][48][47]
- ترتبط ستاروبيلسك مع لوبلين باتفاقية توأمة.
- ترتبط تشورتكيف مع Leżajsk [الإنجليزية]‏ باتفاقية توأمة.
- ترتبط Tomashpil [الإنجليزية]‏ مع Trzcianka [الإنجليزية]‏ باتفاقية توأمة منذ 1 أغسطس 2010.[49]
- ترتبط Radomyshl [الإنجليزية]‏ مع Limanowa [الإنجليزية]‏ باتفاقية توأمة.
- ترتبط أوجهورود مع Jarosław [الإنجليزية]‏ باتفاقية توأمة منذ 1971.
- ترتبط Tysmenytsia [الإنجليزية]‏ مع راسيبورز باتفاقية توأمة.
- ترتبط بيلوهيرسك مع Nowe Miasto Lubawskie [الإنجليزية]‏ باتفاقية توأمة منذ 2017.
- ترتبط دونيتسك مع كاتوفيتسه باتفاقية توأمة منذ 2011.[50][51][50][51]
- ترتبط هورودوك مع Strzyżów [الإنجليزية]‏ باتفاقية توأمة.
- ترتبط Kremenets [الإنجليزية]‏ مع Konstancin-Jeziorna [الإنجليزية]‏ باتفاقية توأمة.
- ترتبط نيجين مع شويدنكتسا [الإنجليزية]‏ باتفاقية توأمة.
- ترتبط كامينيتس مع كاليش باتفاقية توأمة.[52][52][52][52]
- ترتبط Yavoriv [الإنجليزية]‏ مع Gmina Chęciny [الإنجليزية]‏ باتفاقية توأمة.
- ترتبط ترنوبل مع البلنغ باتفاقية توأمة منذ 2011.
- ترتبط دروغوبيتش مع بيطوم باتفاقية توأمة منذ 5 ديسمبر 2011.
- ترتبط أوديسا مع وودج باتفاقية توأمة منذ 1968.[53][54][55][54]
- ترتبط زاليشتشيكي مع Bytów [الإنجليزية]‏ باتفاقية توأمة.
- ترتبط لوهانسك مع لوبلين باتفاقية توأمة منذ 24 يناير 2014.[56][57][56][57]
- ترتبط سومي مع لوبلين باتفاقية توأمة منذ 1966.[58][58][58][58]
- ترتبط خميلنيتسكي مع تسيخانوف باتفاقية توأمة.
- ترتبط دوبروفيتسيا مع Nowogard [الإنجليزية]‏ باتفاقية توأمة.
- ترتبط دولينا مع Grodzisk Wielkopolski [الإنجليزية]‏ باتفاقية توأمة.
- ترتبط تشرنيغوف مع تارنوبزج باتفاقية توأمة منذ 1 سبتمبر 2007.[59][59][59][59]
- ترتبط جوفكفا مع Cieszanów [الإنجليزية]‏ باتفاقية توأمة منذ 26 أبريل 1991.[60][61][60][61]
- ترتبط تشيركاسي مع بيدغوشتش باتفاقية توأمة منذ 26 مارس 2012.
- ترتبط ستري مع نوفي سونتس باتفاقية توأمة.
- ترتبط إيزمائيل مع فوتسوافك باتفاقية توأمة.
- ترتبط Novyi Rozdil [الإنجليزية]‏ مع Police, West Pomeranian Voivodeship [الإنجليزية]‏ باتفاقية توأمة.
- ترتبط تروسكافيتس مع برزيميسل باتفاقية توأمة.
- ترتبط نادفيرنا مع برودنيك باتفاقية توأمة.
- ترتبط أوليكساندريا مع Jarocin [الإنجليزية]‏ باتفاقية توأمة.
- ترتبط بافلوجراد مع Lubsko [الإنجليزية]‏ باتفاقية توأمة.
- ترتبط جميرينكا مع Skarżysko-Kamienna [الإنجليزية]‏ باتفاقية توأمة منذ 2001.
- ترتبط Rava-Ruska [الإنجليزية]‏ مع Tomaszów Lubelski [الإنجليزية]‏ باتفاقية توأمة.

## منظمات دولية مشتركة
يشترك البلدان في عضوية مجموعة من المنظمات الدولية، منها:
| علم المنظمة | اسم المنظمة                             | تاريخ انضمام أوكرانيا | تاريخ انضمام بولندا |
| ----------- | --------------------------------------- | --------------------- | ------------------- |
|             | وكالة ضمان الاستثمار متعدد الأطراف      | 19 يوليو 1994         | 29 يونيو 1990       |
|             | منظمة الشرطة الجنائية الدولية           | ?                     | ?                   |
|             | مجموعة الموردين النوويين                | ?                     | ?                   |
|             | منظمة حظر الأسلحة الكيميائية            | ?                     | ?                   |
|             | منظمة التجارة العالمية                  | 16 مايو 2008          | 1 يوليو 1995        |
|             | الفريق المعني برصد الأرض                | ?                     | ?                   |
|             | الأمم المتحدة                           | 24 أكتوبر 1945        | 24 أكتوبر 1945      |
|             | المنظمة الأوروبية لسلامة الملاحة الجوية | 2004                  | 2004                |
|             | مؤسسة التمويل الدولية                   | 18 أكتوبر 1993        | 29 ديسمبر 1987      |
|             | يونسكو                                  | 12 مايو 1954          | 6 نوفمبر 1946       |
|             | مؤسسة التنمية الدولية                   | 27 مايو 2004          | 28 أكتوبر 1960      |
|             | منظمة الأمن والتعاون في أوروبا          | 30 يناير 1992         | 25 يونيو 1973       |
|             | الاتحاد الدولي للاتصالات                | 7 مايو 1947           | 1921                |
|             | مجموعة أستراليا                         | 2005                  | 1994                |
|             | نظام تحكم تكنولوجيا القذائف             | 1998                  | 1998                |
|             | مجلس أوروبا                             | 9 نوفمبر 1995         | 26 نوفمبر 1991      |
|             | اتفاقية السماوات المفتوحة               | ?                     | ?                   |
|             | البنك الدولي للإنشاء والتعمير           | 3 سبتمبر 1992         | 27 يونيو 1986       |
|             | المنظمة الهيدروغرافية الدولية           | ?                     | ?                   |
|             | الاتحاد البريدي العالمي                 | ?                     | 1 مايو 1919         |

## أعلام
هذه قائمة لبعض الشخصيات التي تربطها علاقات بالبلدين:

## معرض صور

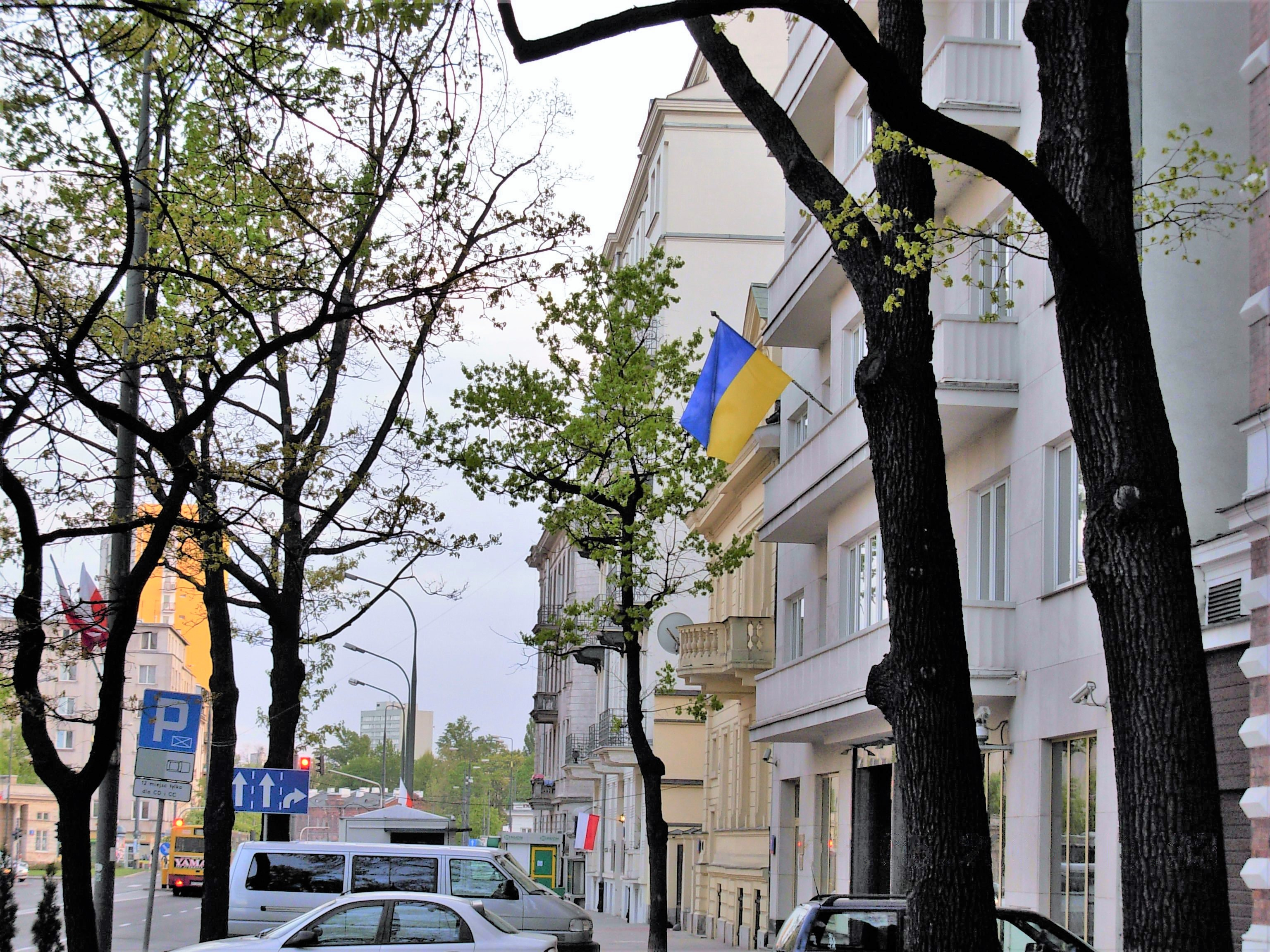
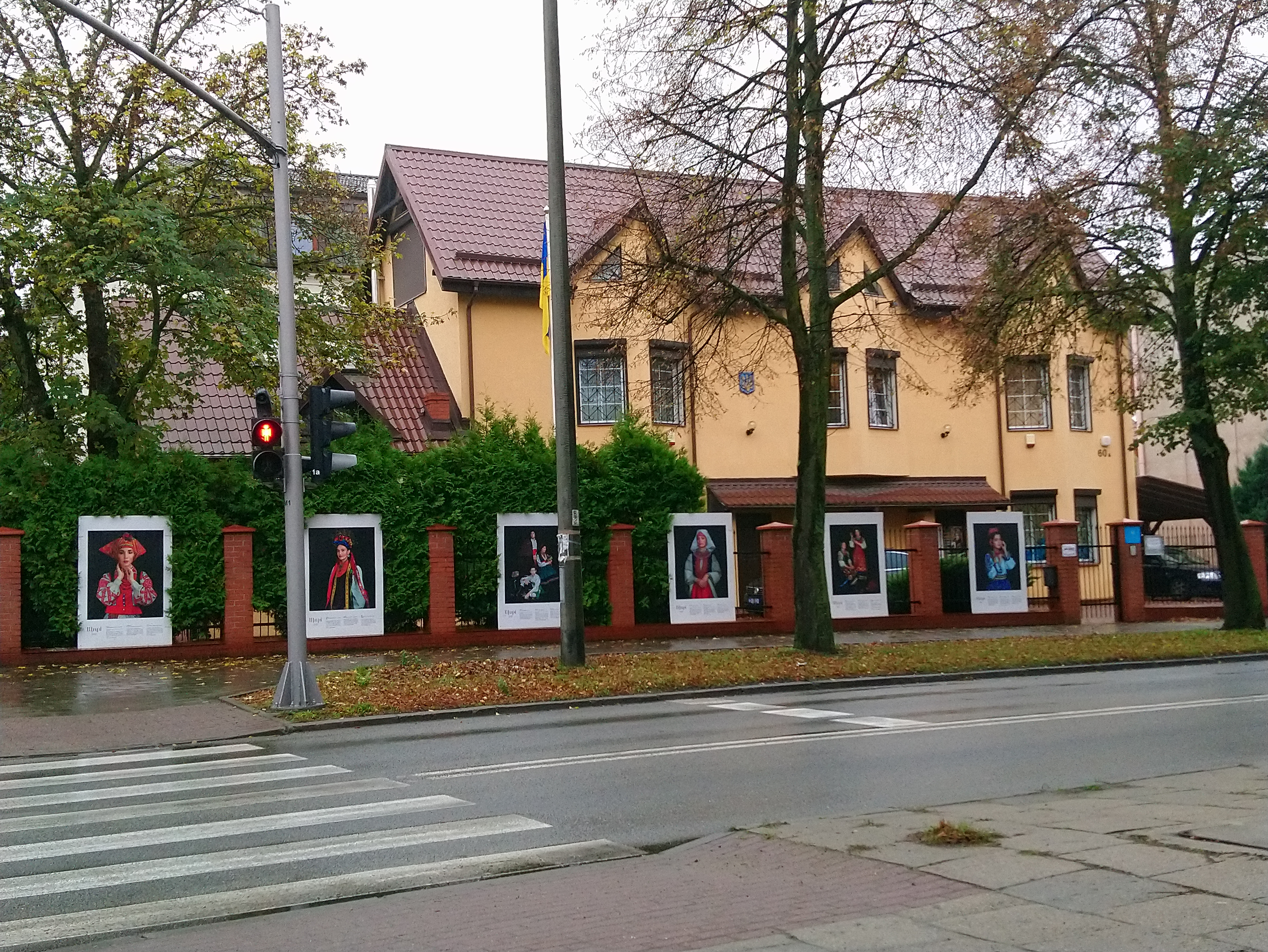
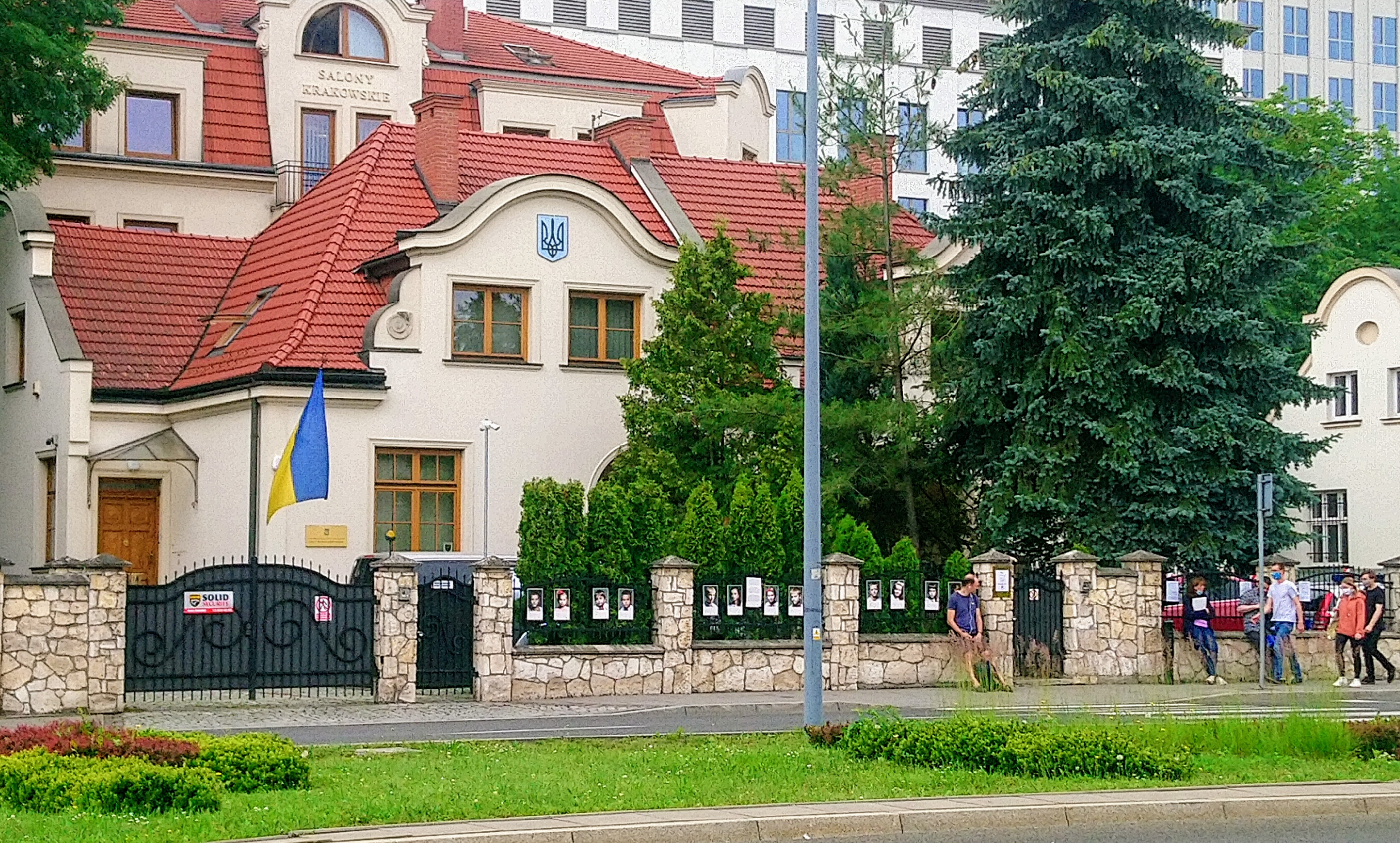
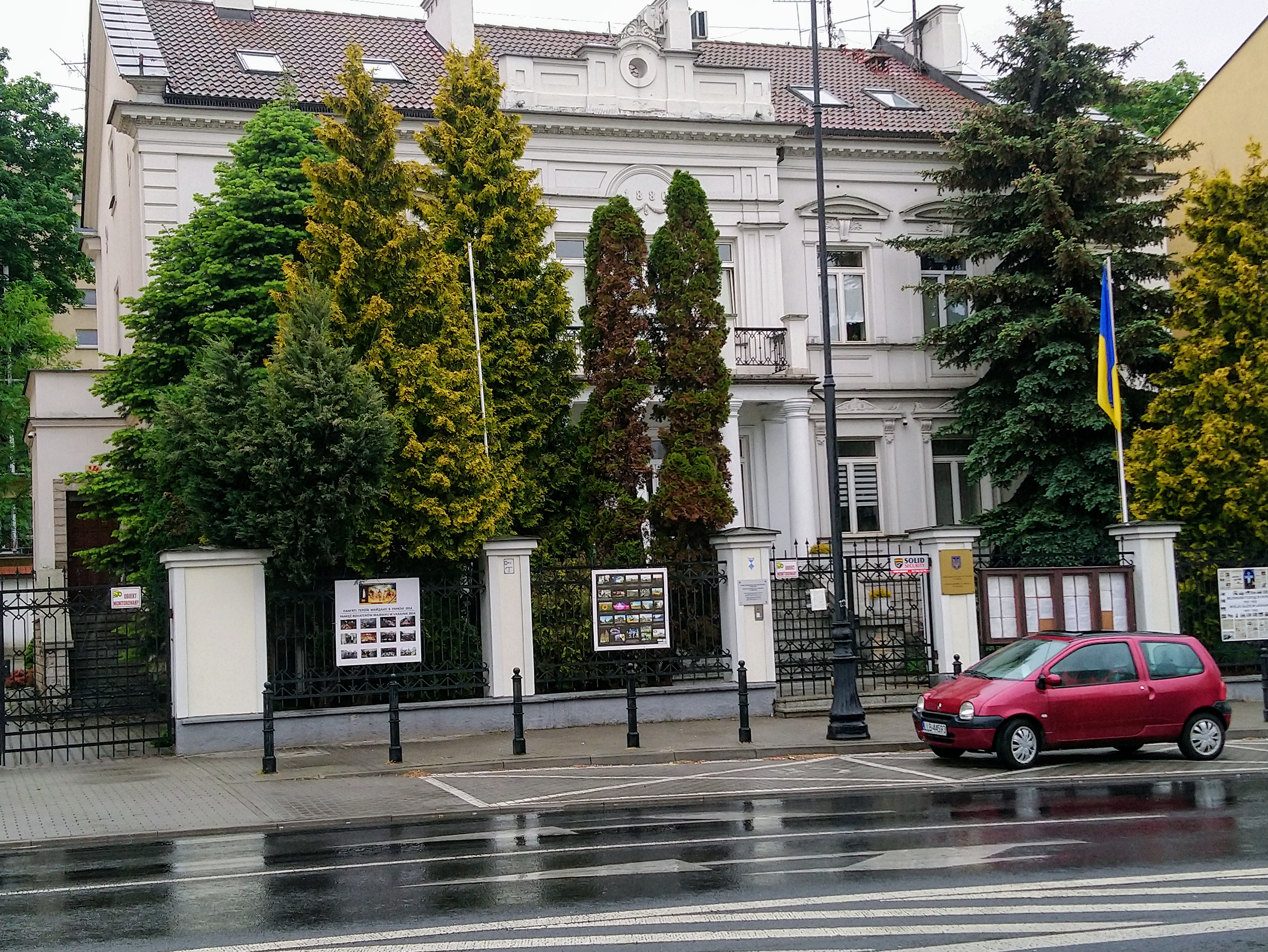

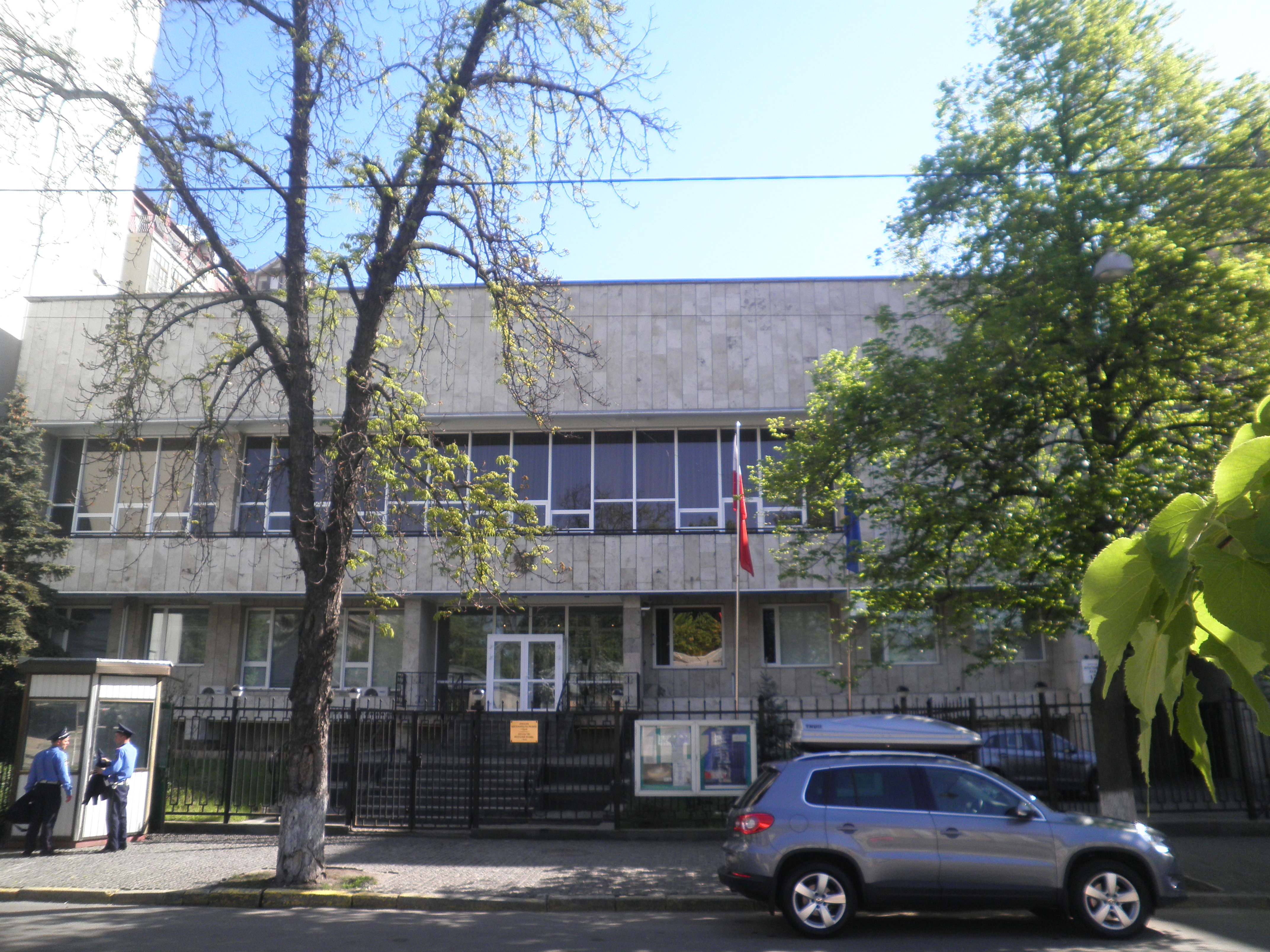
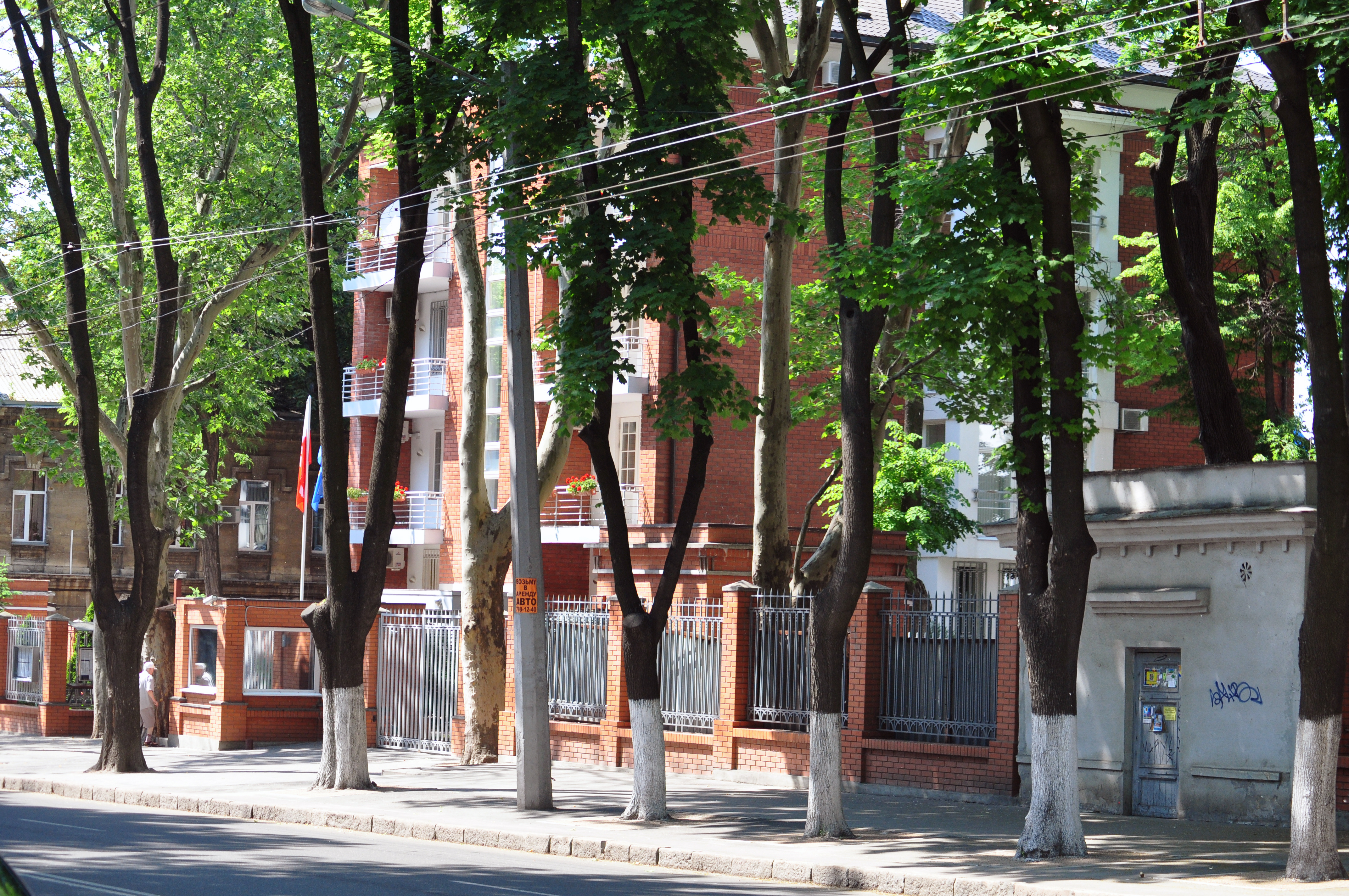
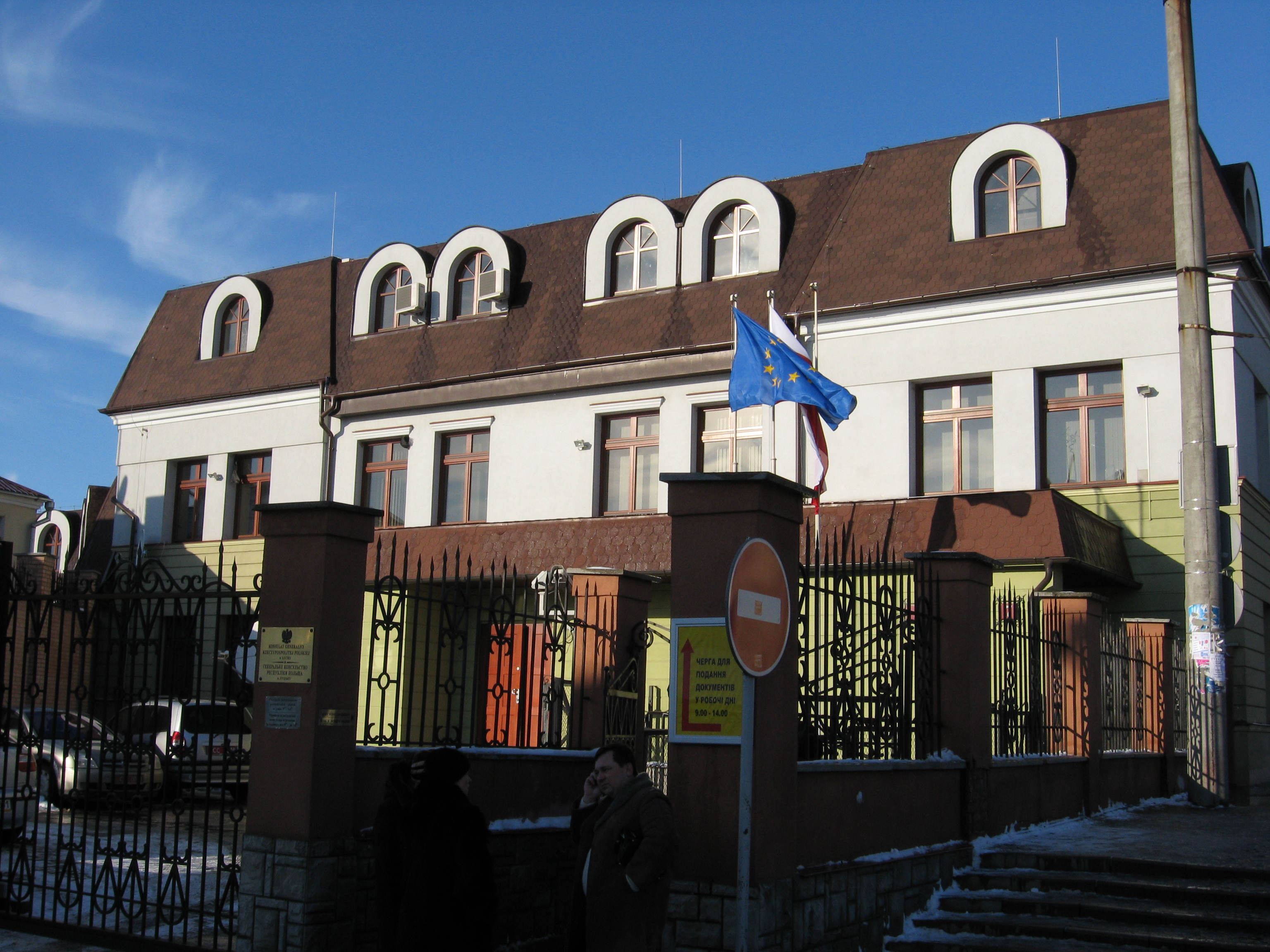

## وصلات خارجية
- موقع وزارة الخارجية الأوكرانية
- موقع وزارة الخارجية البولندية